# Svarog
Svarog (Kirchenslawisch Сваро́гъ Svarógŭ) ist ein slawischer Gott des Himmels. Er ist der himmlische Gott-Vater, Schöpfer von Erde, Sonne und Feuer und Vater des Sonnen- und Fruchtbarkeitsgottes Svarožić.
Der Name Svarogs wird in der slawischen Übersetzung der byzantinischen Chronik des Johannes Malalas erwähnt, wo ihn der Schreiber in einer Glosse mit dem griechischen Feuergott Hephaistos vergleicht. Er soll die Monogamie eingeführt haben, die Strafe bei Zuwiderhandlungen war der Tod im Feuerofen. Sein Sohn und Nachfolger Svarožić hütete dieses Gesetz.
Sprachlich ist der Name des Gottes mit dem Begriff für „Himmel“ (im Sinne des Paradieses) auf Sanskrit, स्वर्ग svargá- (m.) zu verbinden.